# Plutej (arhitektura)
Plutej je vrsta uspravne ploče oltarne pregrade koja je odvajala svetište od prostora za vjernike.
Karakteristična je za ranokršćanske i srednjovjekovne crkve, a najčešće je bila građena od kamena, rjeđe od drveta ili metala. Kameni pluteji često su bili ukrašeni pleternom ornamentikom, ali i narativnim figuralnim reljefima.